# Johan Danielsson
Johan Danielsson, né le 30 juin 1982 à Borlänge, est un homme politique suédois, membre du Parti social-démocrate suédois des travailleurs.
De 2021 à 2022, il est ministre du Logement au sein du gouvernement de Magdalena Andersson.